# Фёдоров, Артём Игоревич
Артём И́горевич Фёдоров (род. 11 августа 1993, Воскресенск, Московская область) — российский хоккеист, нападающий.
Воспитанник хоккейной школы «Кристалл». В настоящее время не играет, хотя официально не объявлял о завершении карьеры.

## Статистика
| Легенда | Легенда                    | Легенда | Легенда                   | Легенда | Легенда    |
| ------- | -------------------------- | ------- | ------------------------- | ------- | ---------- |
| И       | Количество проведённых игр | Штр     | Штрафное время            | +/−     | Плюс-минус |
| Г       | Голы                       | П       | Голевые передачи          | О       | Очки       |
| -       | Статистика неизвестна      | —       | Статистика не учитывалась |         |            |